# Décollage

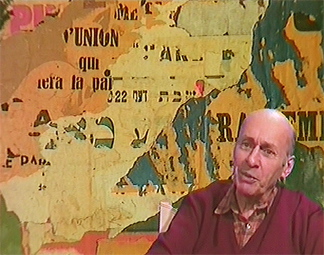
Jacques de la Villeglé in 1995

Décollage als beeldende techniek is de werkwijze waarbij delen van opgeplakte posters losgemaakt en verwijderd worden, waarbij de onderliggende lagen tevoorschijn komen en deel gaan uitmaken van het nieuwe beeld.
Décollage heeft sterke verwantschap met demontage en vormt in deze betekenis het omgekeerde van collage.
Franse kunstenaars die in de jaren jaren 50 met décollage technieken experimenteerden waren Jacques de la Villeglé, Raymond Hains en François Dufrêne, die in 1960 aan de wieg stonden van het nouveau réalisme.
Naast hen werd de techniek al vroeg toegepast door de Italiaan Mimmo Rotella en door de Duitser Wolf Vostell, die de werkwijze als kenmerkend onderdeel in zijn installatiekunst en happenings integreerde.

## Overige
Het Franse woord décollage wordt ook gebruikt als 'loskomen van de grond', met name in verbinding met de start van vliegtuigen en de lancering van raketten (lift-off).